# King's Manor

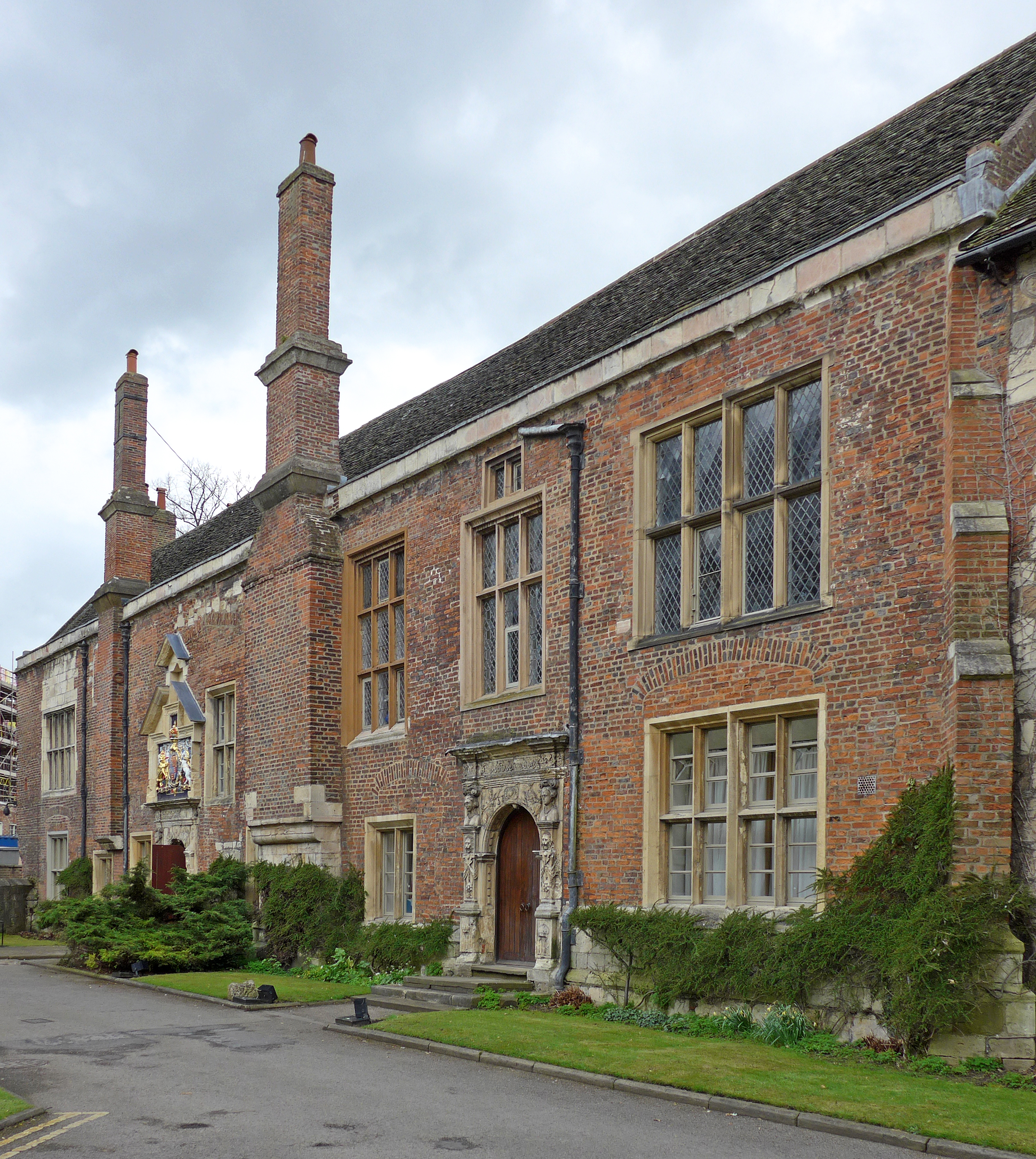
Fachada de King's Manor

King's Manor es un edificio protegido de grado I en la ciudad de York, Inglaterra, y forma parte de la Universidad de York.
King's Manor fue originalmente construida para ser la casa de los abades de la abadía de Santa María (York). La casa de los abades probablemente ocupó este lugar desde el siglo XI, pero los restos más antiguos pertenecen al siglo XV. Cuando la abadía fue disuelta en 1539, Enrique VIII dio orden para que pasase a ser la sede del Consejo del Norte. Tuvo este papel hasta que el Consejo fue abolido en 1641. Tras la Guerra Civil, el edificio fue alquilado a unos inquilinos particulares hasta el siglo XIX, cuando pasó a manos de la Escuela de Yorkshire para Ciegos, que amplió el edificio. La casa del Jefe, que ahora alberga el Centro de Estudios Medievales de la Universidad de York, fue construida en 1900
Tras el traslado de la Escuela de Ciegos en 1958, el King's Manor fue adquirido por el Ayuntamiento de York, quién lo arrendó a la Universidad en 1963. La Universidad se trasladó más tarde al Campus Heslington, pero aún mantiene King's Manor, para su Departamento de Arqueología, el Centro de Estudios Medievales, y el Centro de Estudios del siglo XVIII. Los estudiantes del King's Manor pueden escoger entre quedarse en la habitaciones de la Universidad en el campus, o en una de las residencias de la Universidad que están fuera del campus, como Walmgate o Constantine House.